# 蔡袭 (北朝)
蔡袭（?—?），北魏、西魏官员。
蔡袭其先世是陈留郡圉县人。祖父蔡绍是夏州镇将，迁居高平，于是定籍。父亲蔡护，魏宣武帝景明初年，为陈留郡守。蔡袭名声著于西州。魏孝明帝正光年间，万俟丑奴攻打关中，蔡袭背反万俟，弃妻儿，归洛阳。拜为齐安郡守。魏孝武帝西迁，蔡袭仍在关东。后来背弃东魏西归，赐爵平舒县伯，历任岐州刺史、夏州刺史，去世后赠原州刺史。其子蔡祐。